# ジャーメイン・ベックフォード
ジャーメイン・ベックフォード（Jermaine Beckford、1983年12月9日 - ）は、イングランド・ロンドン・イーリング・ロンドン特別区出身の元サッカー選手。ジャマイカ代表。ポジションはフォワード。

## 経歴
チェルシーFCの下部組織出身。リーズ・ユナイテッドAFC時代の2009-10シーズンのFAカップでマンチェスター・ユナイテッドFC、トッテナム・ホットスパーFCからゴールを奪い、注目を集めたストライカー。
2010年5月10日、ベックフォードはエヴァートンFCとの4年契約にサインした。
2014年11月20日、フットボールリーグ1のプレストン・ノースエンドFCにシーズン終了まで期限付き移籍することが決定した。
2019年8月、自身のInstagramで現役引退を発表した。

## 代表
2013年3月22日のパナマ戦でジャマイカ代表デビューをした。同年6月8日のアメリカ戦で代表初得点を挙げた。

## 個人成績
2010年5月31日現在
| イングランド      | イングランド                  | イングランド         | イングランド | イングランド | イングランド | イングランド | イングランド | イングランド | イングランド | イングランド | イングランド | イングランド | イングランド | イングランド | イングランド |
| シーズン          | クラブ                        | ディビジョン         | リーグ       | リーグ       | FAカップ     | FAカップ     | FLカップ     | FLカップ     | FLトロフィ   | FLトロフィ   | プレイオフ   | プレイオフ   | 通算         | 通算         |              |
| シーズン          | クラブ                        | ディビジョン         | 出場         | 得点         | 出場         | 得点         | 出場         | 得点         | 出場         | 得点         | 出場         | 得点         | 出場         | 得点         |              |
| ----------------- | ----------------------------- | -------------------- | ------------ | ------------ | ------------ | ------------ | ------------ | ------------ | ------------ | ------------ | ------------ | ------------ | ------------ | ------------ | ------------ |
| 2005–06           | リーズ                        | FLチャンピオンシップ | 5            | 0            | 0            | 0            | 0            | 0            | 0            | 0            | 0            | 0            | 5            | 0            |              |
| 2006–07           | リーズ                        | FLチャンピオンシップ | 5            | 0            | 0            | 0            | 1            | 0            | 0            | 0            | 0            | 0            | 6            | 0            |              |
| 2006–07           | カーライル （レンタル移籍）   | リーグ1              | 4            | 1            | 0            | 0            | 0            | 0            | 1            | 0            | 0            | 0            | 5            | 1            |              |
| 2006–07           | スカンソープ （レンタル移籍） | リーグ1              | 18           | 8            | 0            | 0            | 0            | 0            | 0            | 0            | 0            | 0            | 18           | 8            |              |
| 2007–08           | リーズ                        | リーグ1              | 40           | 20           | 2            | 0            | 2            | 0            | 0            | 0            | 3            | 0            | 47           | 20           |              |
| 2008–09           | リーズ                        | リーグ1              | 34           | 27           | 1            | 3            | 4            | 4            | 1            | 0            | 2            | 0            | 42           | 34           |              |
| 2009–10           | リーズ                        | リーグ1              | 42           | 25           | 6            | 5            | 2            | 0            | 2            | 1            | 0            | 0            | 52           | 31           |              |
| リーズ 通算       | リーズ 通算                   | リーズ 通算          | 126          | 72           | 9            | 8            | 9            | 4            | 3            | 1            | 5            | 0            | 152          | 85           |              |
| 2010-11           | エヴァートン                  | プレミアリーグ       | 0            | 0            | 0            | 0            | 0            | 0            | —            | —            | —            | —            | 0            | 0            |              |
| エヴァートン 通算 | エヴァートン 通算             | エヴァートン 通算    | 0            | 0            | 0            | 0            | 0            | 0            | —            | —            | —            | —            | 2            | 2            |              |
| 通算              | 通算                          | 通算                 | 148          | 80           | 9            | 8            | 9            | 4            | 4            | 1            | 5            | 0            | 175          | 94           |              |

## 獲得タイトル

### クラブ

#### スカンソープ
- フットボールリーグ1優勝 : 2006–07

#### リーズ
- フットボールリーグ1準優勝 : 2009–10

### 個人

#### フットボールリーグ
- 2008 : リーグ1年間最優秀選手、フットボールリーグ年間ベストゴール
- 2010 : リーグ1年間最優秀選手
- 2008-09 : リーグ1得点王

#### PFA
- PFAリーグ1年間最優秀チーム2008、PFAファン選出リーグ1年間最優秀選手2009

#### クラブ内
- リーズ : 2007-08ファン選出年間最優秀選手、選手間選出年間最優秀選手、ゴール・オブ・ザ・シーズン、2008-09ファン選出年間最優秀選手

- ゴール・オブ・ザ・シーズン2009–10 - マンチェスター・ユナイテッド戦（1-0でリーズの勝利）

#### その他
- フォーフォーツー ベスト50フットボールリーグ・プレイヤーズ2008 : 24位 [4]
- フォーフォーツー ベスト50フットボールリーグ・プレイヤーズ2009 : 36位
- サッカーAMゴールデン・シュー2008-09（34得点）
- フォーフォーツー ベスト50フットボールリーグ・プレイヤーズ2010 : 3位